# Jean Paul Getty
Jean Paul Getty (Minneapolis, 15 de dezembro de 1892 — Guildford, 6 de junho de 1976) conhecido como J. Paul Getty, foi um industrial britânico de origem estadunidense que fundou a Getty Oil Company em 1942 (adquirida posteriormente, em 1984, pela Texaco) e foi o patriarca da família Getty.

## Vida
Nascido em Minneapolis, era filho do pioneiro petroleiro George Getty. Em 1957, a revista Fortune nomeou-o o americano vivo mais rico, enquanto o Guinness Book of Records de 1966 nomeou-o como o cidadão privado mais rico do mundo, com valor estimado em US$ 1,2 bilhão (aproximadamente US$ 7,4 bilhões em 2019). Quando morreu, ele valia mais de US$ 6 bilhões (aproximadamente US$ 21 bilhões em 2019). Um livro publicado em 1996 o classificou como o 67º americano mais rico que já viveu, com base em sua riqueza como uma porcentagem do produto nacional bruto.
Apesar de sua vasta riqueza, Getty era famoso por ser frugal, notavelmente negociando o resgate do sequestro de seu neto, John Paul Getty III, em 1973. Ele teve cinco filhos e se divorciou cinco vezes. Getty era um ávido colecionador de arte e antiguidades. Sua coleção formou a base do Museu J. Paul Getty em Los Angeles; mais de US$ 661 milhões de sua propriedade foram deixados para o museu após sua morte. Ele fundou o J. Paul Getty Trust em 1953. O trust, que é a instituição de arte mais rica do mundo, opera os J. Paul Getty Museum Complexes: o Getty Center, o Getty Villa e a Getty Foundation, o Getty Research Institute, bem como o Getty Conservation Institute.

## Biografia
Nasceu no seio de uma família dedicada à indústria petrolífera (era filho de George Franklin Getty), e foi um dos primeiros homens a atingir uma fortuna superior a 1 bilhão de dólares. Ávido colecionista de arte e de antiguidades, a sua coleção e a sua mansão de Malibu foram a base do Museu J. Paul Getty na Califórnia.
Passou pela Universidade do Sul da Califórnia e pela Universidade de Berkeley antes de se graduar em 1914 pelo Magdalen College, em Oxford em Economia e Ciências Políticas. Trabalhou durante os verões nos campos petrolíferos do seu pai em Oklahoma. Conseguiu o seu primeiro milhão de dólares em 1916 com a sua primeira empresa petrolífera em Tulsa. No ano seguinte anunciou a sua retirada para Los Angeles para se converter em playboy. Embora mais tarde voltasse aos negócios, Getty tinha perdido o respeito do seu pai. Pouco antes de George Franklin Getty falecer em 1930, pensava que Jean Paul levaria a empresa familiar à ruína, e comunicou-lhe.
Mudou-se para Inglaterra na década de 1950, onde viveu e trabalhou, até à sua morte, em Sutton Place, uma mansão do século XVII perto de Guildford.

## Casamentos
Getty foi um notório mulherengo desde a juventude, algo que horrorizou seus pais cristãos conservadores. Seu advogado, Robin Lund, disse certa vez: "Paul dificilmente poderia dizer 'não' a uma mulher ou 'sim' a um homem". Lord Beaverbrook o chamou de "Priapo" e "sempre pronto" em seus hábitos sexuais.
Getty casou cinco vezes:
1. Jeanette Dumont (1923–25); um filho: George Franklin Getty II (1924-1973)
2. Allene Ashby (1926–28)
3. Adolphine Helmle (1928–32); um filho: Jean Ronald Getty
4. Ann Rork (1932–35); dois filhos John Paul Getty (1932-2003) e Gordon Getty (n. 1934)
5. Louise Dudley Lynch (1939-58); um filho: Timothy Getty (morreu aos 12 anos)

Um dos seus bisnetos é o ator Balthazar Getty.
Em 2013, aos 99 anos, a quinta esposa de Getty, Louise, conhecida como Teddy Getty Gaston, publicou um livro de memórias relatando como Getty a repreendeu por gastar dinheiro muito livremente na década de 1950 no tratamento de seu filho de seis anos, Timmy, que ficara cego por causa de um tumor no cérebro. Timmy morreu aos 12 anos, e Getty, morando na Inglaterra separado de sua família que estava nos Estados Unidos, não compareceu ao funeral. Gaston divorciou-se de Getty naquele ano. Teddy Gaston morreu em abril de 2017 com 103 anos de idade.
Getty foi citado como tendo dito "Um relacionamento duradouro com uma mulher só é possível se você for um fracasso nos negócios", e "Odeio ser um fracasso. Odeio e lamento o fracasso de meus casamentos. todos os meus milhões por apenas um sucesso conjugal duradouro".
O New York Times escreveu sobre o arranjo doméstico de Getty: "[Getty] acabou com sua vida com uma coleção de mulheres desesperadamente esperançosas, todas morando juntas em sua mansão Tudor na Inglaterra, nenhuma delas ciente de que seu passatempo favorito era reescrever seu testamento, mudando seu legados insultuosamente pequenos: US$ 209 por mês para um, US$ 1 167 para outra.

## Sequestro do neto John Paul Getty III
Em Roma, em 10 de julho de 1973, os sequestradores de 'Ndrangheta sequestraram o neto de 16 anos de Getty, John Paul Getty III, e exigiram um pagamento de US$ 17 milhões (equivalente a US$ 99 milhões em 2020) por seu retorno seguro.

## Carreira
No outono de 1914, George Getty deu a seu filho US$ 10 000 para investir na expansão dos campos de petróleo da família em Oklahoma. O primeiro lote que ele comprou, o Nancy Taylor No. 1 Oil Well Site perto de Haskell, Oklahoma, foi crucial para seu sucesso financeiro inicial. O poço atingiu petróleo em agosto de 1915 e, no verão seguinte, os 40% de royalties de produção líquidos que ele auferiu dele o tornaram um milionário.
Em 1919, Getty voltou aos negócios em Oklahoma. Durante a década de 1920, ele acrescentou cerca de US$ 3 milhões a seu patrimônio já considerável. Sua sucessão de casamentos e divórcios afligiu tanto seu pai que Getty herdou apenas US$ 500 000 da fortuna de US$ 10 milhões que seu pai deixou na época de sua morte em 1930. Getty ficou com um terço das ações da George Getty Inc., enquanto seu a mãe recebeu os dois terços restantes, dando-lhe o controle acionário.
Em 1936, a mãe de Getty o convenceu a contribuir para o estabelecimento de um fundo de investimento de US$ 3,3 milhões, chamado Sarah C. Getty Trust, para garantir que a riqueza cada vez maior da família pudesse ser canalizada para uma renda livre de impostos e segura para as gerações futuras de a família Getty. O fundo permitiu que Getty tivesse acesso fácil ao capital pronto, que ele estava canalizando para a compra de ações da Tidewater Petroleum.
Investindo astutamente seus recursos durante a Grande Depressão, Getty adquiriu a Pacific Western Oil Corporation e iniciou a aquisição (concluída em 1953) da Mission Corporation, que incluía a Tidewater Oil e a Skelly Oil. Em 1967, a Getty fundiu essas participações na Getty Oil.
Em 1948-1949, a Getty pagou a Ibn Saud US$ 9,5 milhões em dinheiro, garantido US$ 1 milhão por ano, e um royalty de 55 centavos o barril pela concessão da Zona Neutra da Arábia Saudita. O petróleo foi finalmente descoberto em março de 1953. Desde 1953, a aposta de Getty produzia 16 milhões de barris por ano, o que contribuiu muito para a fortuna responsável por torná-lo uma das pessoas mais ricas do mundo.
A riqueza e a habilidade de Getty de falar árabe possibilitaram sua expansão incomparável no Oriente Médio. A Getty detinha o controle acionário de cerca de 200 empresas, incluindo a Getty Oil. Getty de propriedade da Getty Oil, Getty Inc., George F. Getty Inc., Pacific Western Oil Corporation, Mission Corporation, Mission Development Company, Tidewater Oil, Skelly Oil, Mexican Seaboard Oil, Petroleum Corporation of America, Spartan Aircraft Company, Spartan Cafeteria Company, Minnehoma Insurance Company, Minnehoma Financial Company, Pierre Hotel, Pierre Marques Hotel, um palácio do século 15 e um castelo próximo em Ladispoli, na costa noroeste de Roma, uma casa de fazenda em Malibu e Sutton Place, uma mansão de 72 quartos perto de Guildford, Surrey.

### Coleção de arte
As primeiras incursões de Getty em colecionar começaram no final dos anos 1930, quando ele se inspirou na coleção de pinturas e móveis franceses do século XVIII de propriedade do proprietário de sua cobertura em Nova York, Amy Guest, parente de Sir Winston Churchill. Fã da França do século XVIII, Getty começou a comprar móveis do período a preços reduzidos por causa do mercado de arte deprimido. Ele escreveu vários livros sobre colecionismo, incluindo Europa e o século XVIII (1949), Escolha do Colecionador: A Crônica de uma Odisséia Artística pela Europa (1955) e As Alegrias de Colecionar (1965). Sua mesquinhez limitou o alcance de sua coleção porque ele se recusou a pagar o preço total. A companheira de Getty na vida adulta, Penelope Kitson, disse: "Paul era realmente muito mesquinho para se permitir comprar um grande quadro". No entanto, no momento de sua morte, ele possuía mais de 600 itens avaliados em mais de US$ 4 milhões, incluindo pinturas de Rubens, Ticiano, Gainsborough, Renoir, Tintoretto, Degas, e Monet. Durante a década de 1950, os interesses de Getty mudaram para a escultura greco-romana, o que levou à construção da Villa Gettyna década de 1970 para abrigar o acervo. Esses itens foram transferidos para o Museu Getty e a Villa Getty em Los Angeles após sua morte.

## Reputação de frugalidade
Existem muitas histórias anedóticas sobre a reputada economia e parcimônia de Getty, que impressionaram os observadores como cômicas, até mesmo perversas, por causa de sua extrema riqueza. Os dois exemplos mais conhecidos são sua relutância em pagar o resgate de sequestro de US $ 17 milhões de seu neto e um telefone público notório que ele instalou em Sutton Place. Um incidente mais sombrio foi a alegação de sua quinta esposa de que Getty a repreendeu por gastar muito no tratamento médico de seu filho com doença terminal, embora ele valesse dezenas de milhões de dólares na época. Ele era conhecido por negociar em quase tudo para obter o preço mais baixo possível.
- A secretária de Getty alegou que Getty lavava suas roupas à mão porque não queria pagar para que suas roupas fossem lavadas. Quando suas camisas ficavam puídas nos punhos, ele aparava a parte puída em vez de comprar camisas novas.[28]
- Reutilizar papel de carta era outra obsessão de Getty. Ele tinha o hábito de escrever respostas às cartas nas margens ou versos e enviá-las de volta, em vez de usar uma nova folha de papel. Ele também guardou e reutilizou cuidadosamente envelopes de papel manilha, elásticos e outros materiais de escritório.[29]
- Quando Getty levou um grupo de amigos a uma exposição de cães em Londres, ele os fez andar pelo quarteirão por 10 minutos até que os ingressos caíssem pela metade às 17h, porque ele não queria pagar os 5 xelins inteiros por cabeça.[27]
- Getty mudou-se para Sutton Place em parte porque o custo de vida era mais barato do que em Londres, onde ele havia residido no Ritz. Certa vez, ele se gabou para o colunista americano Art Buchwald de que o rum com coca custava 10 centavos em Sutton Place, enquanto no Ritz custava mais de um dólar.[27]

O autor John Pearson atribuiu parte da extrema mesquinhez de Getty à sensibilidade metodista da educação de Getty, que enfatizava uma vida modesta e economia pessoal.
Getty ficou famoso por ter um telefone público instalado em Sutton Place, ajudando a selar sua reputação de avarento.

## Obras publicadas
- Getty, J. Paul. The history of the bigger oil business of George F.S. F. and J. Paul Getty from 1903 to 1939. Los Angeles?, 1941, OCLC 693373380
- Getty, J. Paul. Europe in the Eighteenth Century. [Santa Monica, Calif.]: privately printed, 1949, OCLC 1539420
- Le Vane, Ethel, and J. Paul Getty. Collector's Choice: The Chronicle of an Artistic Odyssey through Europe. London: W.H. Allen, 1955, OCLC 901152222
- Getty, J. Paul. My Life and Fortunes. New York: Duell, Sloan & Pearce, 1963, OCLC 804426417
- Getty, J. Paul. The Joys of Collecting. New York: Hawthorn Books, 1965, OCLC 756465638
- Getty, J. Paul. How to be Rich. Chicago: Playboy Press, 1965, OCLC 702557306
- Getty, J. Paul. The Golden Age. New York: Trident Press, 1968, OCLC 3039906
- Getty, J. Paul. How to be a Successful Executive. Chicago: Playboy Press, 1971, OCLC 11409794
- Getty, J. Paul. As I See It: The Autobiography of J. Paul Getty. Englewood Cliffs, N.J.: Prentice-Hall, 1976. ISBN 0-13-049593-X, OCLC 1078950701